# سید محمد علیشاه موسوی گردیزی
سید محمدعلی‌شاه موسوی گردیزی (زاده سال ۱۳۳۸ در شهر گردیز مرکز استان پکتیا، افغانستان - درگذشت ۱۲ مرداد سال ۱۳۹۷ در حمله به مسجد امام زمان شهر گردیز مرکز استان پکتیا)، فرمانده جهادی، نماینده پارلمان، رئیس مبارزه با حوادث غیرمترقبه استان پکتیا و زندانی شماره ۱۱۵۴گوانتانامو بود.
او در روز جمعه ۱۲ مرداد سال ۱۳۹۷ پس از ادای نماز جمعه توسط عوامل داعش طی حمله ای بهمراه ۳۵ تن کشته شد.

## زندگی
سید محمدعلی‌شاه موسوی گردیزی، متولد سال ۱۳۳۸در شهر گردیز مرکز استان پکتیای افغانستان بود. او دوران ابتدایی و متوسطه تحصیلی خود را در زادگاهش شهرگردیز افغانستان به پایان رسانده بود.
موسوی گردیزی پس از پایان تحصیلات ابتدایی و متوسطه، با کسب نمره برتر کشوری در کنکور سال ۱۳۵۶ وارد دانشکده پزشکی دانشگاه کابل شد. بعد از کودتای کمونیستی افغانستان در ماه اردیبهشت (ثور) سال ۱۳۵۷ و دست‌گیری دانشجویان توسط نیروهای امنیتی رژیم کمونیستی وقت، با جمعی از دانشجویان شیعه و سنی در دانشگاه کابل انجمن دانشجویان مسلمان را راه‌اندازی کرد.
با وخامت وضعیت امنیتی دانشگاه در سال ۱۳۵۸، با جمعی از دوستانش دانشگاه را رها کرده و به زادگاهش شهر گردیز برگشت. شهری که جهادگران شیعه و سنی با زبان‌های متفاوت فارسی و پشتو در کنار هم می‌جنگیدند. موسوی گردیزی تا سال ۱۳۷۰ به عنوان فرمانده مجاهدین جبهه مرکزی گردیز به مبارزه علیه نیروهای روس ادامه داد که در سال‌های حضورش در جهاد، دو بار به واسطه تیر مستقیم روس‌ها از ناحیه گردن و پا مجروح شد. که حتی تا موقع درگذشتش گلوله آن دوران، در بدنش باقی بود؛ وی سپس در سال ۱۳۷۰ به ایران مهاجرت کرد.

## فعالیت در ایران

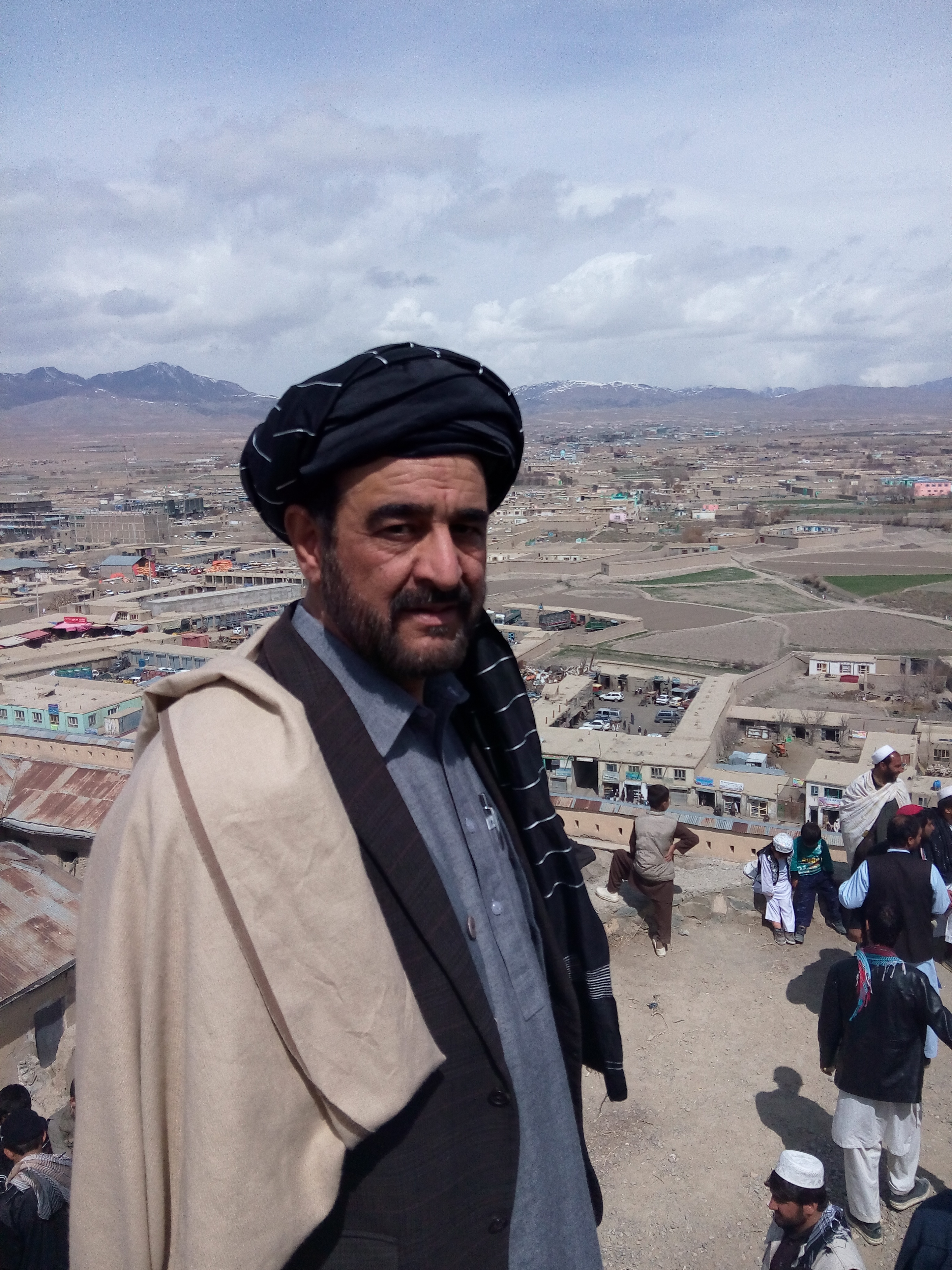
موسوی گردیزی در بالاحصار شهر گردیز

سید محمد علی شاه موسوی در ایران با پیوستن به جهاد سازندگی قزوین، عازم شهرستان ایرانشهر می‌شود و ماه‌ها در آن جا خدمت می‌کند. در سال ۱۳۵۹ به جهاد سازندگی اراک پیوسته و از آن طریق بارها به عنوان مسوول بخش اورژانس در جبهه‌های جنگ ایران حضور داشت. وی حضور در عملیات والفجر مقدماتی را «نقطه عطفی در زندگی خود» خواند؛ عملیاتی که وی مسئول اورژانس خط دو آن بود. موسوی بعد از پایان جنگ ایران در سال ۱۳۶۹ وارد دانشگاه علوم پزشکی تهران شده و در سال تحصیلی ۱۳۷۷–۱۳۷۸ موفق به دریافت دانشنامه دکترای پزشکی خود از این دانشگاه می‌شود.
او در زمان زندگی خود در ایران با تأسیس مرکز درمانی خیریه در شهرری با کمک دیگر پزشکان مهاجر، به خدمت رسانی و درمان بیماران محروم خصوصاً بیماران افغانستانی می‌پرداخت. همچنین وی در دانشگاه فارابی به عنوان استاد مشغول به تدرس بود.

## انتقال به زندان گوانتانامو
سید محمد علیشاه در ماه اردیبهشت سال ۱۳۸۱ خورشیدی به کشورش بازگشت و با نامزدی در لویه جرگه (مجلس بزرگان) افغانستان، از طرف مردم زادگاهش به این مجلس راه یافت. این نماینده، بعد از سفر حج سال ۱۳۸۲ با برادرانش و پسران عمویش در نیمه شب ۲۲ مهر سال ۱۳۸۲ توسط کوماندوهای آمریکا در خانه‌اش دستگیر شده و به زندان آمریکایی‌ها در بگرام و سپس زندان گوانتانامو انتقال یافت.
موسوی بعد از ۴۰ ماه زندان در گوانتانامو، آزاده شده و به زادگاهش بازگشت. او پس از آزادی از زندان گوانتانامو خاطرات خود را در کتابی ۳۶۸ صفحه‌ای با عنوان «حقایق ناگفته از گوانتانامو: سرگذشت یک پزشک زندانی» در کابل و تهران چاپ و منتشر کرد.

## تجلیل در ایران

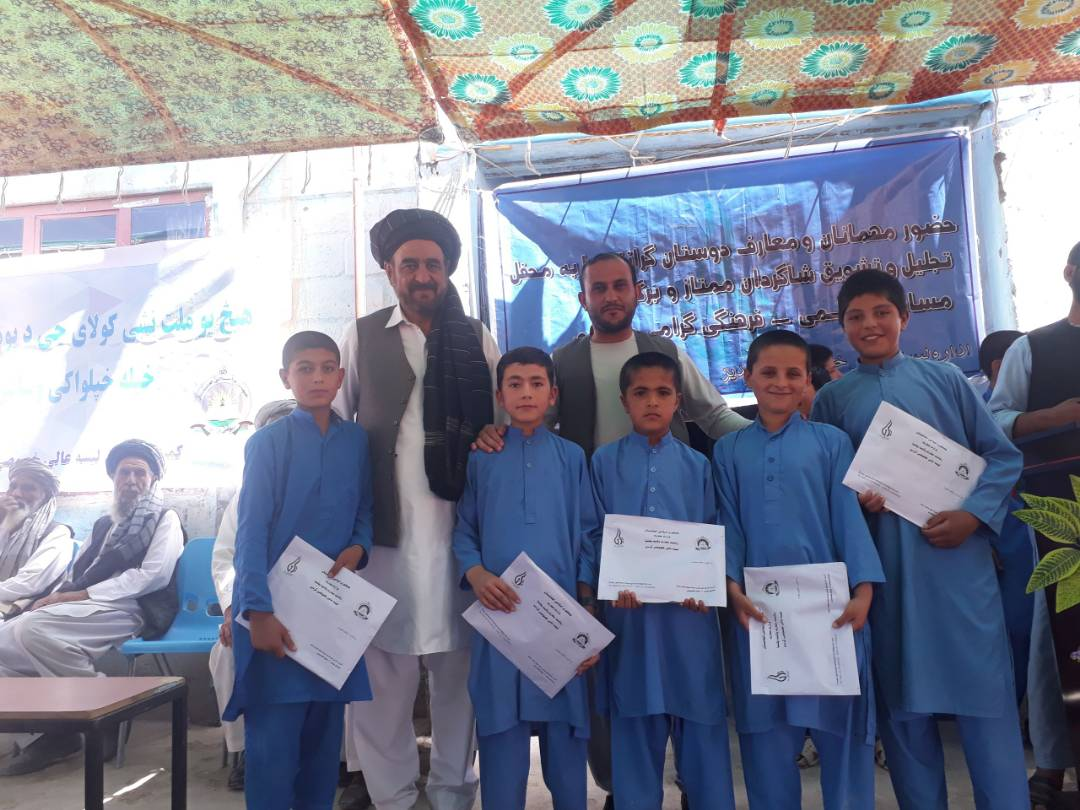
موسوی گردیزی همراه با دانش آموزان مدرسه اش.

در مرداد ماه ۱۳۸۸ در شهر همدان در مراسمی تحت عنوان گرد همایی آزادگان جهان اسلام، از او بخاطر تحمل ۴۰ ماه اسارت در زندان گوانتانامو تقدیر به عمل آمد. در اردیبهشت ماه ۱۳۹۰ از موسوی در مراسمی از طرف دفتر جبهه فرهنگی مطالعات انقلاب اسلامی در مشهد تجلیل شد. پس از درگذشت وی ده‌ها مراسم تجلیل، یادبود و گرامیداشت شخصیت وی در اقصی نقاط جهان همانند افغانستان، ایران، پاکستان، آمریکا، هلند، انگلیس و آلمان برگزار گردید.

## هدیه رهبر ایران
در مراسم اولین سالگرد کشته شدن موسوی گردیزی، قرآن منقش به دستخط علی خامنه ای رهبر جمهوری اسلامی به خانواده موسوی گردیزی اهدا شد.

## زندگی در گردیز
موسوی پس از آزادی از گوانتانامو با تأسیس یک مکتب خصوصی و یک کلینیک خیریه در زادگاهش گردیز مشغول بود. در کنار آن وی مسوولیت ریاست حوادث غیر مترقبه استان پکتیا را نیز به‌عهده داشت.

## کشته شدن

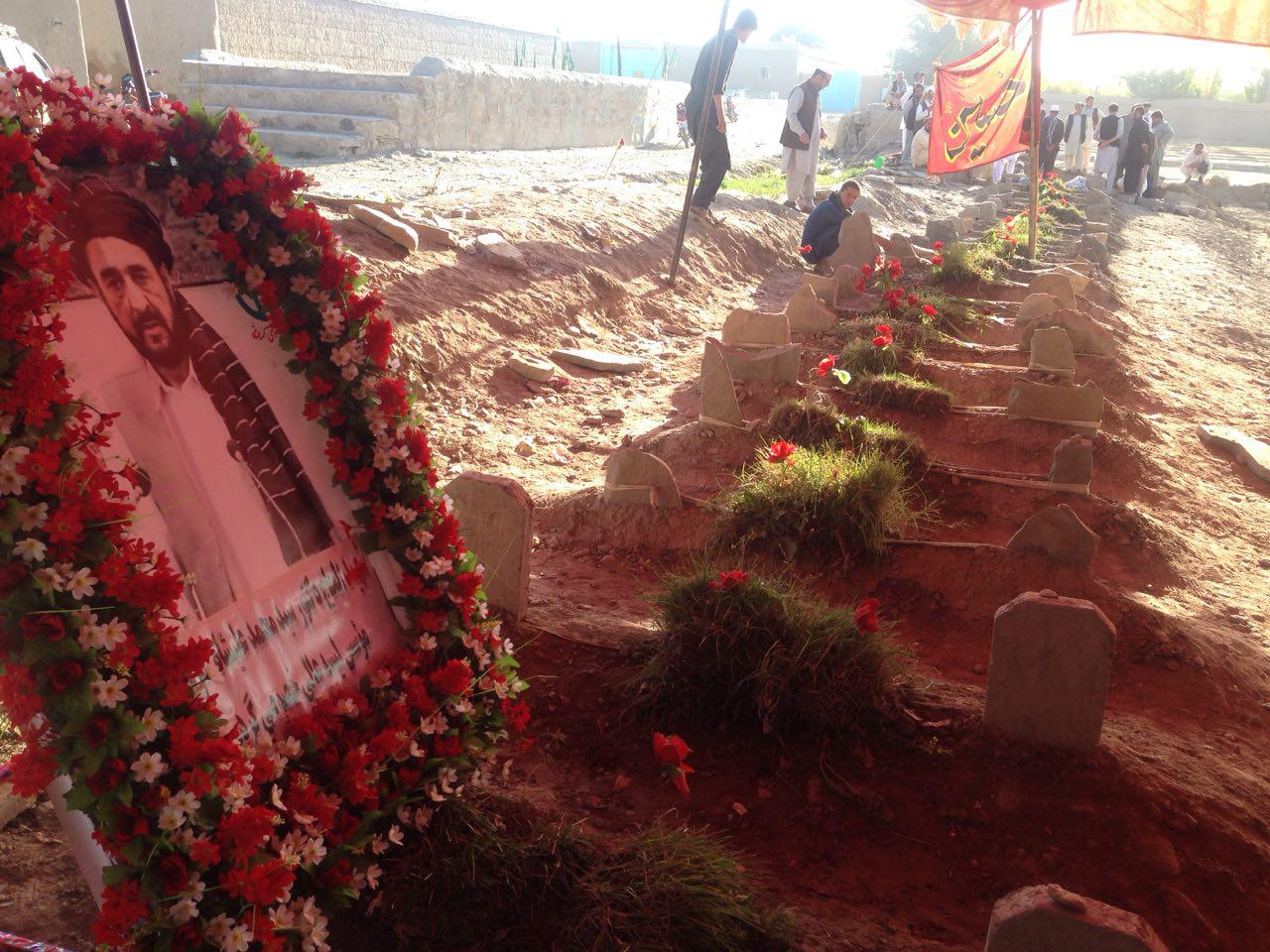
مزار موسوی گردیزی و ۳۵ تن از نمازگزاران مسجد امام زمان شهر گردیز

سید محمدعلی شاه موسوی گردیزی مشهور به چمران افغانستان، در روز جمعه ۱۲ مرداد سال ۱۳۹۷ پس از ادای نماز جمعه در مسجد صاحب الزمان در منطقه خواجه حسن به دنبال حمله انتحاری عومل گروه تروریستی داعش کشته شد.

### واکنش‌ها
- عبدالکریم عابدینی نماینده ولی فقیه و امام جمعه استان قزوین[۲۰][۲۱] وحید جلیلی مسئول دفتر جبهه فرهنگی انقلاب اسلامی[۲۲] محمدحسین جعفریان و محمدمهدی خالقی درگذشت او را تسلیت گفتند.[۲۳]
- اتحادیه بین‌المللی امت واحده به دنبال درگذشت وی پیامی صادر کرد.[۲۴]

## مستند و برنامه تلویزیونی
مستند قصه شبان و گرگ به کارگردانی محمدمهدی خالقی دربارهٔ وی ساخته شده‌است.
موسوی گردیزی در هفتمین و هشتمین برنامهٔ هم‌قصه به روایت زندان گوانتانامو و داستان زندگی خود پرداخت.
مستند چمران افغانستان، که نگاهی به زندگینامه موسوی گردیزی می اندازد در تاریخ 22 مرداد 1399 از شبکه 1 صدا و سیمای جمهوری اسلامی ایران پخش گردید.